# GS1
GS1是一个非营利性的国际组织，负责制定和维护自己的条形码标准和相应的发行公司前缀。这些标准中最著名的是条形码，即印在产品上、可被电子扫描的符号。
GS1拥有118个本地会员组织和超过200万家用户公司，总部位于布鲁塞尔（路易丝大道）。

## 历史
1969年，美国零售业正在寻找加快商店结账流程的方法。为了寻求解决方案，美国成立了统一食品杂货产品识别码特设委员会。
1973年，该组织选定通用产品代码 (UPC) 作为唯一产品标识的第一个单一标准。1974年，美国统一代码委员会 (UCC) 成立，负责管理该标准。1974年6月26日，一包箭牌口香糖成为第一个在商店中扫描条形码的产品。
1976年，最初的12位代码扩展为13位，这使得该识别系统可以在美国以外使用。1977年，欧洲物品编号协会 (EAN) 在布鲁塞尔成立，创始成员来自12个国家。
1990年，欧洲物品编号协会（EAN）和美国统一代码委员会（UCC）签署了全球合作协议，将其整体业务扩展到45个国家。1999年，EAN和UCC启动了自动识别中心，以开发电子产品代码（EPC），使GS1标准能够用于射频识别（RFID）。
2004年，欧洲物品编号协会和美国统一代码委员会推出了全球数据同步网络 (GDSN)，这是一项基于互联网的全球计划，使贸易伙伴能够有效地交换产品主数据。
到2005年，该组织已覆盖90多个国家，并开始在全球范围内使用GS1这个名称。“GS1”并非缩写，而是指提供统一全球标准体系的组织（offering one global system of standards）。
2018年8月，GS1网络统一资源定位符（GS1 Web URI）结构标准获得批准，允许通过将URI（类似网页的地址）存储为二维码，为产品添加唯一ID。

## 条形码

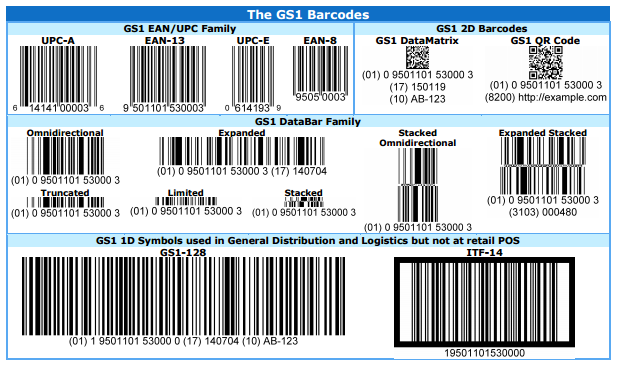
GS1条形码

GS1标准定义的条形码非常常见。GS1于1974年推出条形码。条形码对产品识别号进行编码，可以通过电子方式扫描，从而更容易跟踪、处理和存储产品。
条形码提高了实体和数字渠道供应链的效率、安全性、速度和可视性。它们在零售业（包括如今的在线市场）中发挥着至关重要的作用，不仅能加快结账速度，还能改善库存和配送管理，并带来全球范围内在线销售的机会。仅在英国，零售业引入条形码每年就节省了105亿英镑。